# NGC 5702
NGC 5702 је лентикуларна галаксија у сазвежђу Волар која се налази на NGC листи објеката дубоког неба.
Деклинација објекта је + 20° 30' 24" а ректасцензија 14h 38m 55,0s. Привидна величина (магнитуда) објекта NGC 5702 износи 13,4 а фотографска магнитуда 14,4. NGC 5702 је још познат и под ознакама UGC 9434, MCG 4-35-2, CGCG 134-7, PGC 52347.